# Wirtschaftsarchiv Baden-Württemberg
Das Wirtschaftsarchiv Baden-Württemberg (WABW) ist das zentrale Archiv für Quellen aus dem Wirtschaftsleben Baden-Württembergs.

## Geschichte
Das Archiv wurde 1980 als Gemeinschaftseinrichtung der Industrie- und Handelskammern und des Landes an der Universität Hohenheim gegründet. Bis heute übernahm es mit rund 14.000 laufenden Metern die archivwürdigen Unterlagen von über 450 Firmen, Industrie- und Handelskammern, Handwerkskammern, Verbänden und Privatpersonen und gehört damit zu den großen regionalen Wirtschaftsarchiven Europas.
Das Wirtschaftsarchiv ist eine Stiftung privaten Rechts. Die Stiftungsorgane bestehen aus einem Vorstand, einem Kuratorium und einem Wissenschaftlichen Beirat. Ihnen gehören Führungskräfte aus Politik, Wirtschaft, Verwaltung, Wissenschaft und Kirche an.
Gründungsdirektor und langjähriger Leiter des Archivs bis 2015 war der Wirtschafts- und Sozialhistoriker Gert Kollmer-von-Oheim-Loup. 

## Aufgaben
Zentrale Aufgabe ist die Bewahrung, Erschließung und Bereitstellung historisch wertvollen Schriftgutes aus dem Wirtschaftsleben. Indem das Archiv Schriftgut und sonstiges Dokumentationsgut sammelt, sichert es Informationen und fungiert als Datenspeicher für die Forschung, für die abgebenden Unternehmen sowie für die Öffentlichkeit.
Am Beginn der praktischen Archivarbeit steht die Akquirierung, Sichtung, Kassation und Übernahme der Bestände. Danach werden sie gereinigt, restauriert, archivgerecht verpackt und magaziniert, um sie dauerhaft sicherzustellen. Voraussetzung für die Benutzung der Bestände ist deren Erschließung und die Erstellung von Findmitteln. Über gedruckte Repertorien (Findbücher) oder Datenbanken als Ergebnis der detaillierten Verzeichnung können sich Archivnutzer umfassend über die Bestände informieren. Die professionelle Aufarbeitung des Archivguts nützt nicht nur der Wissenschaft und der Öffentlichkeit, sondern auch den abgebenden Unternehmen, die erst dadurch ihr Archiv für ihre tägliche Arbeit nutzen können.

## Bestand
Gesammelt und aufgearbeitet wird hier eine Palette aus den Bereichen des Wirtschafts- und Soziallebens. In den Beständen befinden sich alte Werbeplakate, seltene Kataloge, Fotos aus der Arbeitswelt, aber auch Designentwürfe, technische Zeichnungen, Bilanzen, Statistiken, Verträge, Lohnbücher und vieles mehr.
Diese Fundgrube an wirtschafts- und sozialgeschichtlichen Dokumenten bildet mit ihrem breiten Spektrum ein umfassendes Bild der gesellschaftlichen, wirtschaftlichen und kulturellen Verhältnisse aus vier Jahrhunderten.

## Zusammenarbeit
Das Archiv arbeitet eng mit den Universitäten und anderen wissenschaftlichen Einrichtungen des Landes zusammen, regt Forschungen zur südwestdeutschen Landesgeschichte mit dem Schwerpunkt der Wirtschafts- und Sozialgeschichte an und hat zu diesem Zweck auch eine eigene Schriftenreihe eingerichtet. Da viele Bestände ein breites Informationsspektrum von wirtschafts- und sozialhistorischen sowie aktuellen volks- und betriebswirtschaftlichen Themen bis zur Kunst-, Technik- oder Kulturgeschichte bieten, ist das Wirtschaftsarchiv eine zentrale Beratungsstelle für die Wissenschaft mit ihren vielfältigen Teildisziplinen. Darüber hinaus versteht es sich als eine Informations- und Auskunftsstelle für Ausstellungen, Medien und Schulen. Zusätzlich zu den Archivbeständen bietet die annähernd 50.000 Bände umfassende Fachbibliothek umfangreiche Informationen zur Wirtschafts- und Sozialgeschichte Südwestdeutschlands.

## Veröffentlichung
- Gert Kollmer-von Oheimb-Loup/Jutta Hanitsch (Hrsg.): Die Bestände des Wirtschaftsarchivs Baden-Württemberg. Unternehmen, Industrie- und Handelskammern, Handwerkskammern, Verbände, Vereine, Nachlässe. 2. Aufl. (= Stuttgarter historische Studien zur Landes- und Wirtschaftsgeschichte, Bd. 30). Thorbecke, Ostfildern 2020, ISBN 978-3-7995-5581-4.